# Faltstraße

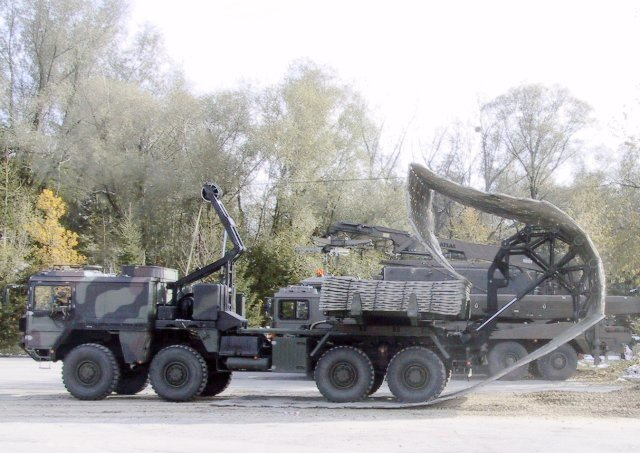
Faltstraßengerät

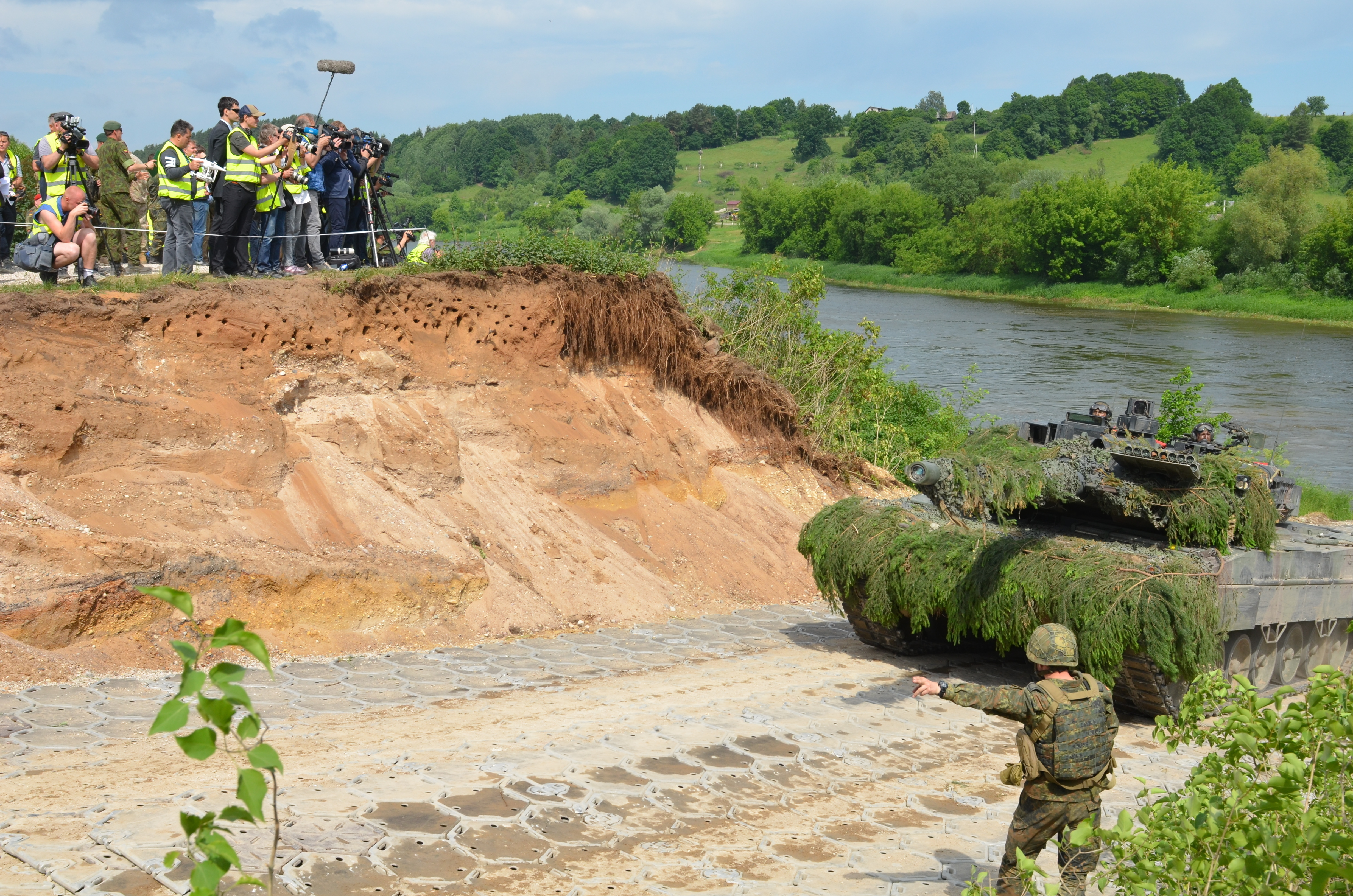
Panzer auf einer Faltstraße

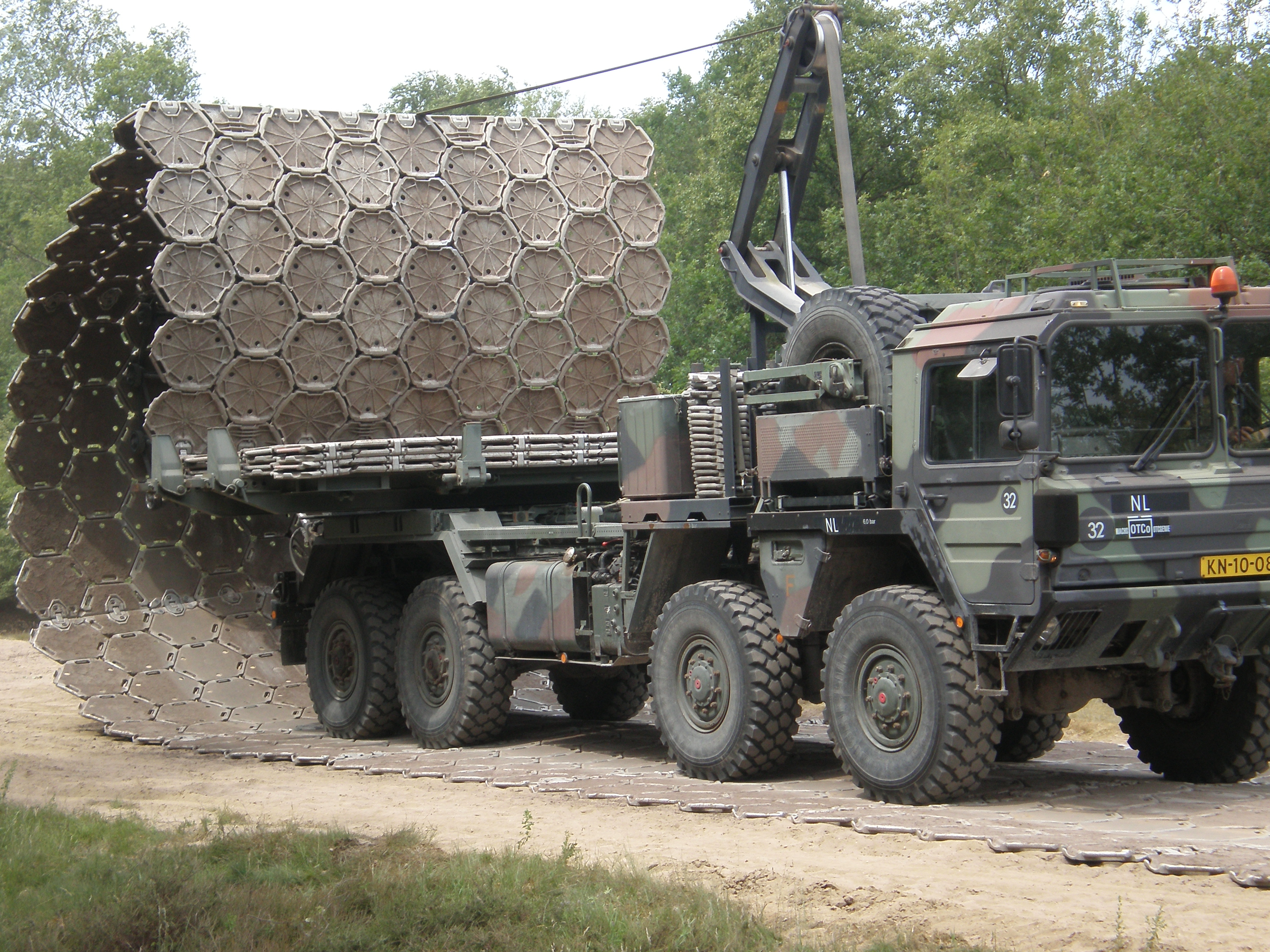
Gerät im Einsatz des niederländischen Heeres

Die Faltstraße ist ein militärisches Gerät, das neben Militäreinheiten zahlreicher Länder in ähnlicher Form auch bei der Pioniertruppe des Heeres der Bundeswehr eingesetzt wird. Sie ermöglicht das Befahren von sandigem, morastigem oder schneebedecktem Gelände auch durch Straßenfahrzeuge und kann auch zur Befestigung von Lagerplätzen verwendet werden. Auch das Verlegen auf dem Grund eines Gewässers ist bis zu einer Wassertiefe von 1,20 Metern möglich.

## Geschichte
In der Schlacht von Dünkirchen wurde von Großbritannien ein erstes Verlegesystem für mobile Straßen des Typs TLC Laying Device verwendet. Die Schlacht zeigte die Notwendigkeit solcher Systeme in Gebieten mit Stränden aus Sand und Schlick. Vor dem D-Day wurde ein verbessertes Verlegesystem entwickelt, das zu Hobart’s Funnies gezählt wird. Der Churchill AVRE Carpet-Layer with Bobbin genannte Panzer wurde entwickelt um bei der Invasion in der Normandie die Tragkraft der Sandstrände mit einer Matte aus gewebten Fasern zu verbessern. Auf dem Panzer war eine große Spindel mit der aufgerollten Matte befestigt, die vor dem Panzer herunter kam und zum Fahrweg des Verlegepanzers wurde. Als Alternative zum gewebten Material wurden ineinandergreifende Metallprofile (Roly-Poly) und Rundholz-Matten (Log Carpet) entwickelt. Die Verlegesysteme konnten auch auf anderen britischen Panzern installiert werden. Anfang der sechziger Jahre entwickelte das Military Engineering Experimental Establishment (MEXE) und Laird Anglesey (jetzt Faun Trackway Limited) das Class 30-System für mobile Wege und Landebahnen. Die Spindel mit dem aufgerollten Fahrweg aus Aluminium kann für die Anfahrt zum Einsatzort in Längsrichtung gedreht werden. Es wurden auch diverse Verlegeadapter für Baumaschinen entwickelt.
Heutzutage erreichen abrollbare Fahrwege unter gewissen Umständen die Eignung für MLC 150.
Die niederländische Firma Robusta (jetzt: RVM) entwickelte ein Verlegesystem mit Spindel für ihre Mammoth Mat Schwerlastmetallgewebematten, das in den Abmaßen von Abrollcontainern hergestellt wird. Dadurch kann jedes Wechselladerfahrzeug die Metallmatte transportieren, verlegen und aufnehmen.

## Eigenschaften
Ein Mattensatz (50 Meter lang, 4,20 Meter breit) besteht aus 18 Faltstraßenabschnitten à 2,77 Meter × 4,20 Meter, wobei jeder Abschnitt wiederum aus 558 Standardplatten, 180 Sonderplatten, 144 Halbplatten mit passenden Riegeln, 162 Gelenken und 20 Spannschellen besteht.
Die einzelnen Segmente bestehen aus sechseckigen Aluminiumgußplatten, die fest, aber nicht starr miteinander verbunden sind. So können sie sich etwas dem Untergrund anpassen. Sie sind durch Haken und Ösen wechselseitig verklammert und um 180° klappbar. Große Bereiche der Oberflächen sind mit einem rutschfesten Kunststoffbelag beschichtet.
Die Faltstraße ergibt mit dem MAN Lkw 15 t mil gl als Faltstraßentransporter/-Verleger zusammen das Faltstraßengerät (FSG). Mehrere Faltstraßen können neben- und hintereinander gekoppelt werden. Das Verlegen erfolgt in Rückwärtsfahrt des Trägerfahrzeuges über den heckseitigen Abrollbügel, das Wiederaufnehmen entsprechend in Vorwärtsfahrt.
Um auch Kurvenradien und breitere Ausweichstellen zu realisieren, lassen sich auch Elemente überlappend verlegen oder durch den Einbau von zusätzlichen Einzelplatten ergänzen. Die Einzelplatten gehören zu dem älteren Behelfsstraßen-System der Bundeswehr namens Schnellbaustraße. Sie sind zu 100 % kompatibel, wodurch sie an die Faltstraße anreihbar sind. Die Einzelplatten sind jedoch komplett aus Stahlguss. Sie rosten und erreichen die Rutschfestigkeit durch strahlenförmige Wölbungen auf der Oberseite.
Hersteller der Faltstraße war die Firma Linke-Hofmann-Busch in Salzgitter-Watenstedt, entwickelt wurde das Faltstraßenverlegesystem von Krauss-Maffei. Die Bundeswehr beschaffte 1985 einen Prototyp, der Zulauf der 147 Serienfahrzeuge erfolgte ab 1988, nachdem im März 1987 die technischen Lieferbedingungen festgelegt waren.
Das Faltstraßenverlegesystem wird auch in anderen Streitkräften eingesetzt, in Österreich mit den gleichen, in Frankreich, den Niederlanden und Großbritannien auf anderen Trägerfahrzeugen.
Technische Daten Faltstraße:
- Material: Aluminium-Gusslegierung, Kokillenguss warmausgehärtet, GK-Al Si 7 Mg wa
- Länge verlegt: 50,0 Meter pro Satz
- Breite verlegt: 4,2 Meter pro Satz
- Eigenmasse: etwa 11 Tonnen (Einzelsechseckplatte: 10 kg)
- Traglast: bis zu 70 t Fahrzeuggesamtgewicht bzw. 5,5 t Einzelradlast (Radfahrzeuge bis MLC 25, Kettenfahrzeuge bis MLC 60)
- Verlegezeit: etwa 10 Minuten
- Aufnehmzeit: etwa 20 Minuten
- Personal: 2 Soldaten
- Versorgungsnummer: 5680-12-306-4537 („MATTENSATZ, BEHELFSSTRASZE“)

Technische Daten Faltstraßentransporter/-verleger:
- Motorleistung: 265 kW/360 PS
- Geschwindigkeit: 88 km/h
- Bewaffnung (optional): Maschinengewehr MG3
- Gefechtsgewicht: 29,2 t

## Ziviler Einsatz
Im August 1975 ereignete sich ein großflächiger Vegetationsbrand im Bereich Lüneburger Heide / Wendland. Das Pionierbataillon aus Holzminden verlegte Einzelplatten des Systems Schnellbaustraße auf unbefestigten Wegen.
Im Juli 2021 kam es nach einem Starkregenereignis in der Eifel zu schweren Schäden in der Region. Unter anderem waren große Pumpen an der einsturzgefährdeten Steinbachtalsperre im Einsatz. Die durchnässten Zufahrt- und Wanderwege wurden durch Anlieferung und Betrieb der Anlagen stark beschädigt bzw. es wurden Grünstreifen gerodet, um Platz zu schaffen. Im Vorfeld eines Pressetermins sollten ca. 2000 Quadratmeter Zufahrtswege stabilisiert werden.
Soldaten der Panzerpionierbataillons 1 aus Holzminden verlegten auf den breiteren Wegen Faltstraßen.
Bei Verbreiterungen, Kurven und kurzen Geraden wurden Schnellbaustraße-Einzelplatten händisch verlegt.
Im August 2023 wurde durch die Bundeswehr auf dem Festivalgelände des Wacken Open Air eine Faltstraße für Rettungsfahrzeuge angelegt, da das Areal schwer von Starkregen beeinträchtigt war.